# Javier Domingo Fernández González
Mons. Javier Domingo Fernández González (* 7. července 1973, Caracas) je venezuelský římskokatolický duchovní a hlava protokolu Státního sekretariátu.

## Život
Narodil se 7. července 1973 v Caracasu.
Studoval teologii a filosofii na Papežské univerzitě Gregoriana. Dne 21. července 2001 byl vysvěcen na kněze a inkardinován do arcidiecéze Caracas.
Na Církevní univerzitě svatého Damase v Madridu získal doktorát z kanonického práva.
Dne 1. července 2007 vstoupil do diplomatických služeb Svatého stolce. Působil na nunciaturách v Středoafrické demokratické republice, Čadu, Španělsku, Nigérii a Indii.
Stal se úředníkem Státního sekretariátu sekce pro vztahy se státy a sekce pro vztahy s mezinárodními organizacemi.
Dne 1. července 2011 mu byl udělen titul Kaplan Jeho Svatosti a 25. ledna 2021 Prelát Jeho Svatosti.
Dne 14. září 2023 jej papež František jmenoval hlavou protokolu Státního sekretariátu.